# Нечаєва Ольга Костянтинівна
Нечаєва Ольга Костянтинівна (нар. 17 липня 1970, с. Мізоч) — Заслужений майстер народної творчості України.

## Біографія
Народилася Нечаєва Ольга Костянтинівна 17 липня 1970 року в селищі Мізоч Здолбунівського району, Рівненської області. 
Упродовж 1977—1987 рр. навчалася в Мізоцькій середній школі. 
З 1985 року почала займатися вузликовим плетінням, яке перейняла від мами. 
Протягом 1987—1988 рр. навчалася у Рівненському професійно-технічному училищі № 9, закінчивши яке, працювала радіомонтажником на заводі «Газотрон» в м. Рівному.

## Мистецька діяльність

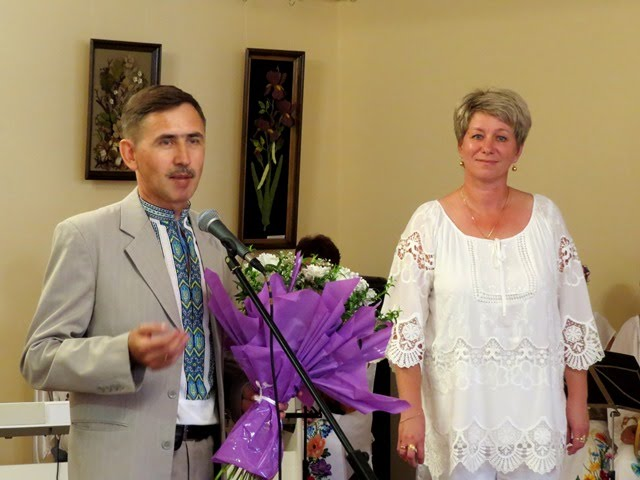
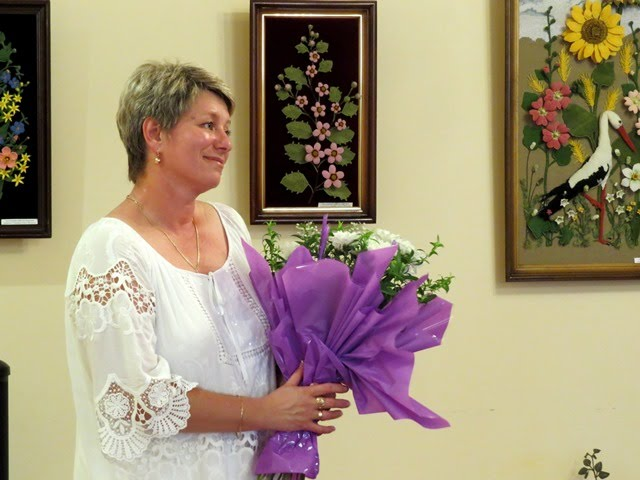
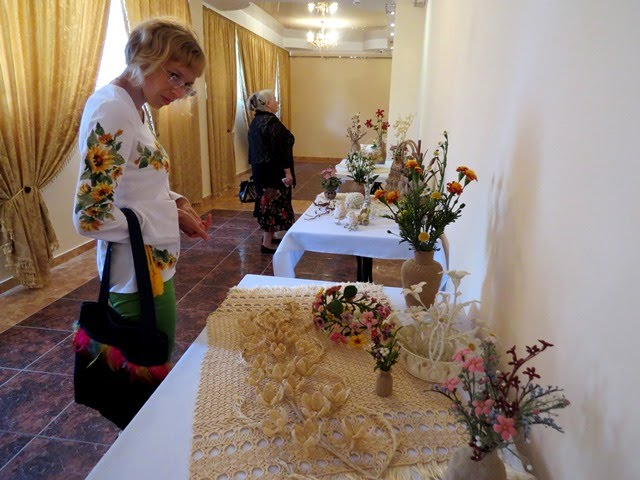
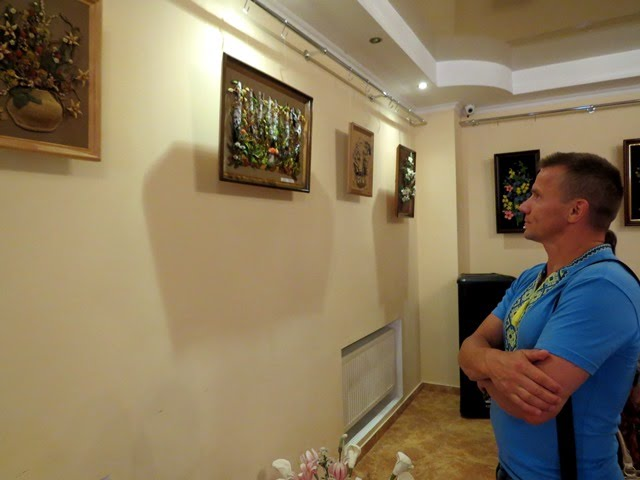
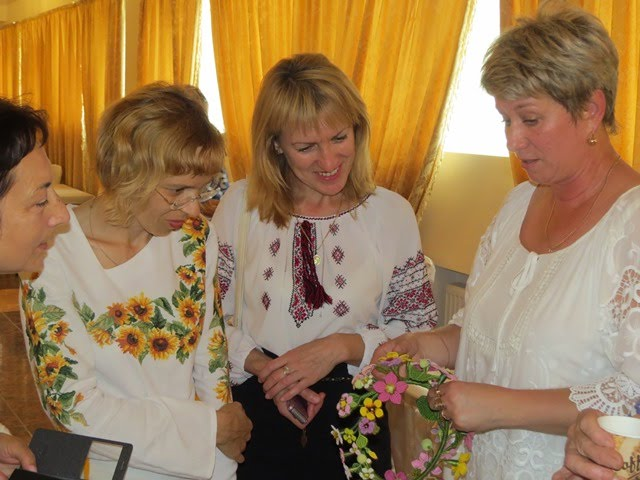

Коли народилася донька, Ольга Костянтинівна, будучи в декретній відпустці, постійно перебувала в творчому пошуку: плела серветки, вишивала ікони, малювала ілюстрації казкових героїв на дерев'яних дощечках. Тоді вона вперше попробувала створити квітку із ниток.
З 1993 року професійно займається декоративно-ужитковим мистецтвом, створює квіти, картини, серветки, вази, екібани у техніці макраме, використовуючи шкіряні стрічки, шовкові, синтетичні та лляні нитки, мотузки, шпагат.
Для створення квітів Ольга Костянтинівна використовує в основному тонкі нитки, різної кольорової гами. За основу бере живі квіти, витримує природні розміри та барви. Плете простим репсовим вузлом, закріпивши нитку шпилькою до спеціальної подушечки. Робота дуже копітка. Щоб пелюстка квітки була симетричною доводиться рахувати вузлики. Для виготовлення однієї пелюстки потрібно зав'язати сотні вузликів та затратити від одного дня до тижня. Буває, що одна робота створюється протягом року.
З готових пелюсток майстриня компонує квіти, фарбує їх спеціальними барвниками та загартовує в окропі.
У її творчому доробку — підсніжники, чорнобривці, незабудки, едельвейси, ромашки, іриси, кали, яблуневий цвіт, братки, гвоздики…

## Виставки
З 2000  року вона є постійною учасницею міських, обласних та Всеукраїнських виставок образотворчого та декоративно-ужиткового мистецтва, свят, фестивалів.
- Протягом 2006—2007 рр. брала участь у загальнодержавній виставковій акції «Барвиста Україна 2006—2007»;
- 2009  року — учасниця творчого звіту майстрів мистецтв та художніх колективів Рівненщини «Пісні бурштинового краю»;
- в червні 2010  року взяла участь у виставці «Таланти твої, Рівненщино», яка проходила у головній виставковій залі Рівненського обласного краєзнавчого музею[6];
- 2010 та 2014 рр. брала участь у всеукраїнських виставках «Український сувенір», які проходили в м. Києві;
- 2011 року майстриня виставляла свої роботи на святкуванні 250 річниці магдебурзького права смт. Мізоч Здолбунівського району[7];
- 2012 року — участь у виставці-презентації творчості українських майстрів у м. Забже (Республіка Польща);

#### Участь у мистецькій акції «Мелодії вічного джерела»
Роботи майстрині експонувались у рамках обласної мистецької акції «Мелодії вічного джерела» 8 травня 2012 року на святкуванні 20-річчя фольклорно-етнографічного свята «Музейні гостини», на майдані перед Рівненським обласним краєзнавчим музеєм; 23 березня 2016 року, у Львові в приміщенні Музею мистецтва давньої української книги (відділу Львівської національної галереї мистецтв імені Б. Возницького); 2015 року — у м. Березне, (Рівненська область); 28 жовтня 2015 року — в Тернопільському краєзнавчому музеї; 16 листопада 2015 року — в Хмельницькому обласному науково-методичному центрі культури і мистецтва;7 березня 2017 року — в палаці князів Любомирських Державного історико-культурного заповідника м.Дубно.

#### Участь у щорічних святах
Ольга Костянтинівна постійно бере участь у святах:
- «Музейні гостини» в м. Рівному,
- «Красносільські вітряки[недоступне посилання з липня 2019]» в с. Красносілля (Гощанський район),
- у традиційних обласних фестивалях «Творче жниво»,
- «Пісні рідного краю»,
- «Пісні над Горинню».

#### Персональні виставки

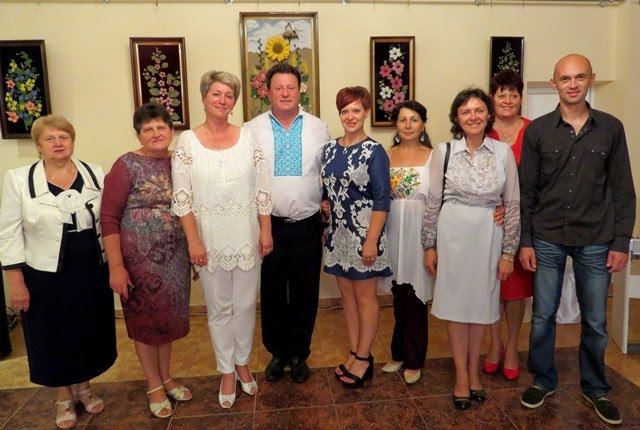
Персональна виставка в м. Вараш, Рівненської області, присвячена 25-й річниці Незалежності України

- 2005 року — в Рівненській державній обласній науковій бібліотеці відбулася виставка «Таємниці рукомесла Ольги Нечаєвої», на якій показано понад 60 різнопланових робіт: квіткові композиції, екібани, картини;
- з 19 березня до 1 квітня 2009 року в Рівненській державній обласній науковій бібліотеці відбулася персональна виставка робіт майстрині  «Квітковий рай»;[4]
- 2009 року в Мізоцькому Будинку школярів та молоді[недоступне посилання з липня 2019] відбулася виставка творчих робіт «Нев'янучі квіти Ольги Нечаєвої»;
- 2013 року в селищі Мізоч (Здолбунівського району) на районному фестивалі КДК (Культурно Дозвіллєвий Комплекс);
- з 23 серпня до 17 вересня 2016 року в Міському центрі дозвілля міста Вараш виставка робіт Ольги Нечаєвої, присвячена 25–й річниці незалежності України.[13]

## Визнання
20 січня 2010 року Указом Президента України Нечаєвій Ользі Костянтинівні присвоєно почесне звання «Заслужений майстер народної творчості України».
Роботи майстрині знаходяться у приватних колекціях Віктора Ющенка, Тото Котуньйо, колекціонерів Італії, США, Польщі, Росії, України.
Нині мешкає в м. Рівному. 

## Родина
Заміжня, має доньку.